# Districtes administratius del Cantó de Berna

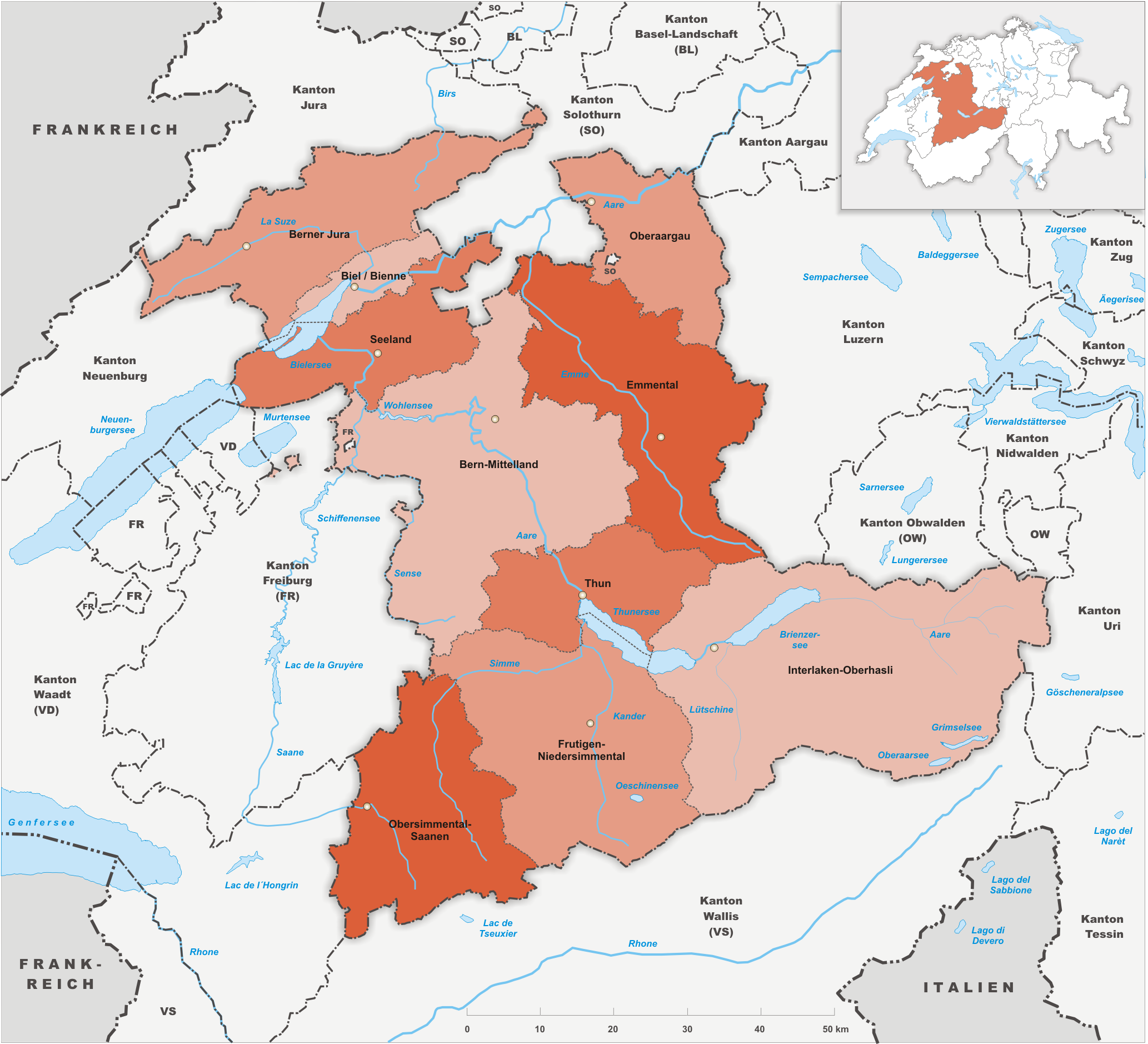
Mapa dels nous districtes del cantó de Berna

Els districtes administratius del cantó de Berna són les divisions administratives del Cantó de Berna, Suïssa.
Aquests 10 districtes es van crear el dia 1 de gener de 2010 i substitueixen els antics districtes del Cantó de Berna, que dataven de l'època de Napoleó.
Actualment, doncs, els districtes són els següents:
- Districte administratiu del Berner Jura
- Districte administratiu de Bienne
- Districte administratiu del Seeland
- Districte administratiu d'Oberaargau
- Districte administratiu d'Emmental
- Districte administratiu de Berna-Mittelland
- Districte administratiu de Thun
- Districte administratiu de l'Obersimmental-Saanen
- Districte administratiu de Frutigen-Niedersimmental
- Districte administratiu d'Interlaken-Oberhasli